# Severovo

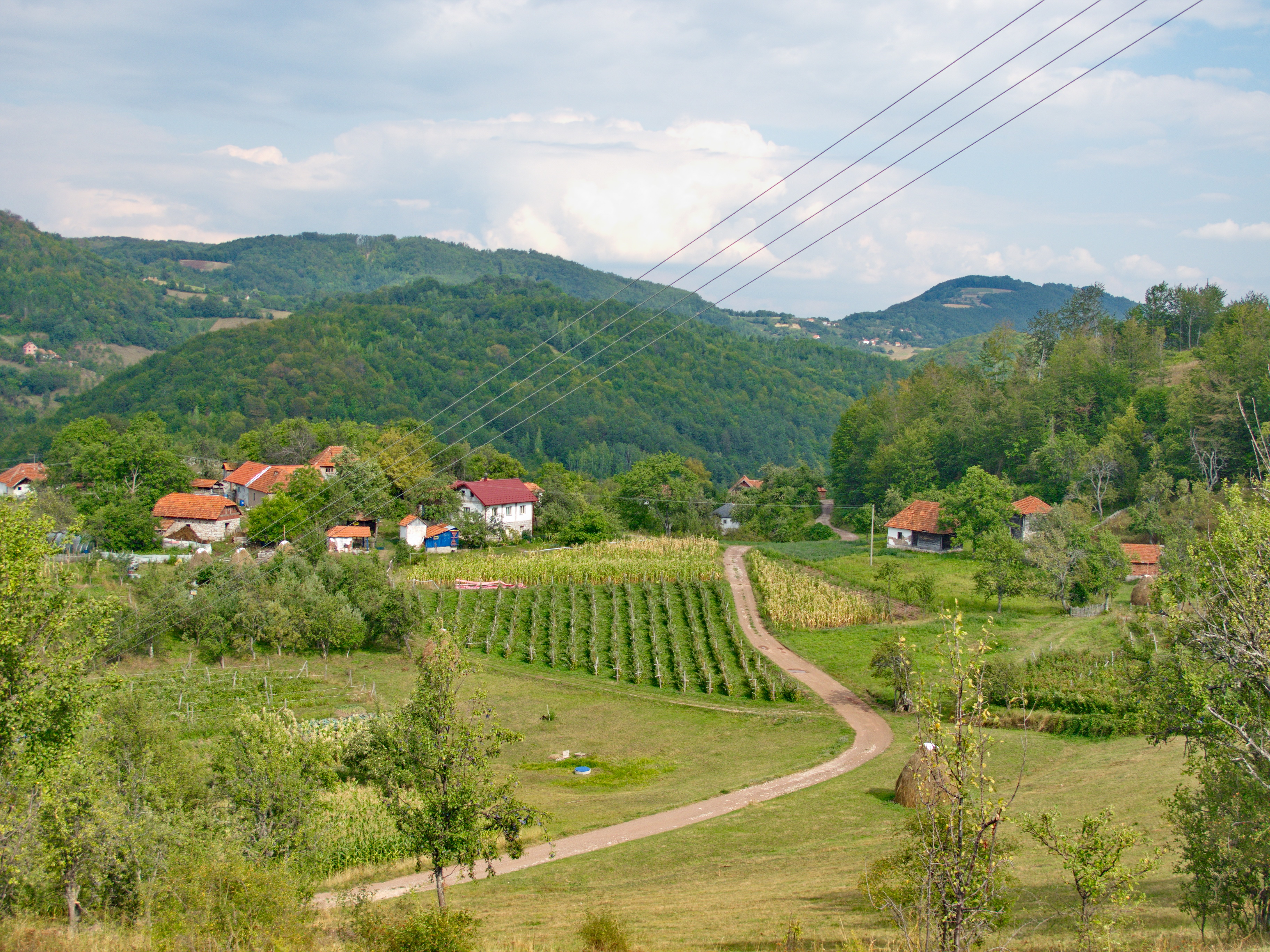

Severovo (Servisch: Северово) is een plaats in de Servische gemeente Arilje. De plaats telt 294 inwoners (2002).